# Михайлив, Николай Иванович
Николай Иванович Михайлив (укр. Микола Іванович Михайлів; 1907 год, Галиция, Австро-Венгрия — дата смерти неизвестна, Украинская ССР) — бригадир бригады по ремонту газовых скважин Стрыйского укрупненного газопромысла Станиславского совнархоза, Украинская ССР. Герой Социалистического Труда (1959).
Родился в 1907 году в бедной крестьянской семье в Галиции. С 1926 года работал рабочим-землекопом на строительстве газопровода из Дашавы до Дрогобыча. В течение многих лет работал бурильщиком газовых скважин на газовом месторождении в Дашаве. С 1957 года — бригадир бригады капитального ремонта газовых скважин Дашавской участка Стрыйского укрупненного газопромыслы Дрогобычской (Львовской) области.
Указом Президиума Верховного Совета СССР от 19 марта 1959 года «за выдающиеся успехи, достигнутые в деле развития нефтяной и газовой промышленности» удостоен звания Героя Социалистического Труда с вручением ордена Ленина и золотой медали «Серп и Молот».
После выхода на пенсию проживал в посёлке Дашава.